# Constance Bonacieux
Constance Bonacieux è un personaggio immaginario del romanzo I tre moschettieri, è la guardarobiera della regina di Francia Anna d'Austria, di cui è innamorato D'Artagnan, protagonista del romanzo.
Constance è la moglie di Monsieur Bonacieux, padrone di casa di D'Artagnan, di professione merciaio. Fedele alla regina di Francia Anna d'Austria, e per questo odiata dal Cardinale Richelieu, e invisa a Luigi XIII, è amata da D'Artagnan, sentimento da lei corrisposto.
Rapita da Milady de Winter su ordine di Richelieu, viene avvelenata e sepolta in un monastero nei pressi di Béthune.

## Cinema e televisione
Le attrici che hanno interpretato Constance Bonacieux sullo schermo sono:
- Pierrette Madd in Les Trois Mousquetaires (film 1921)
- Marguerite De La Motte in I tre moschettieri (film 1921)
- Heather Angel in I tre moschettieri (film 1935)
- June Allyson in I tre moschettieri (film 1948)
- Danielle Godet in Les Trois Mousquetaires (film 1953)
- Marie-Blanche Vergne in Les trois mousquetaires
- Perrette Pradier in I tre moschettieri (film 1961)
- Paloma Matta in D'Artagnan (miniserie televisiva 1969)
- Raquel Welch in I tre moschettieri (film 1973 Lester)
- Julie Delpy in I tre moschettieri (film 1993)
- Diana Amft in D'Artagnan et les Trois Mousquetaires (telefilm 2005)
- Gabriella Wilde in I tre moschettieri (film 2011)
- Tamla Kari in The Musketeers (telefilm 2014)
- Lyna Khoudri in I tre moschettieri - D'Artagnan (2023)